# Benjamin Peirce
Benjamin Peirce (ur. 4 kwietnia 1809, zm. 6 października 1880) – amerykański matematyk, który przez czterdzieści lat wykładał na Uniwersytecie Harvarda. Wywarł wpływ na takie dziedziny nauki jak: mechanika nieba, teoria liczb, algebra oraz filozofia matematyki.

## Życiorys
Po ukończeniu studiów na Harvardzie, został wykładowcą (1829) i w 1831 uzyskał tytuł profesora matematyki. W 1842 do swojego portfolio dodał także astronomię i pozostał profesorem Harvardu aż do śmierci.
Poślubił Sarah Hunt Mills, córkę senatora Stanów Zjednoczonych Elijaha Hunt Millsa i miał z nią czterech synów (w tym Charlesa Sandersa Peirce’a) i córkę.

## Osiągnięcia
W teorii liczb udowodnił, że nie istnieje nieparzysta liczba doskonała posiadająca mniej niż cztery dzielniki pierwsze.
W algebrze, jako pierwszy, w roku 1870 wprowadził pojęcia idempotentności oraz nilpotentu.
W filozofii matematyki stał się znany za sprawą stwierdzenia: „Matematyka jest nauką, która wyciąga właściwe wnioski”.